# Tazémétostat
Le tazémétostat est un médicament antinéoplasique, vendu sous le nom de marque Tazverik.

## Mode d'action
Il agit en bloquant l'activité de EZH2.

## Usage médical
Il est utilisé pour traiter le sarcome épithélioïde qui ne peut être retiré par chirurgie et le lymphome non hodgkinien qui a échoué aux autres traitements. Le médicament est pris par voie orale.

## Effets secondaires
Les effets secondaires du médicament comprennent la douleur, la fatigue, les nausées, la diminution de l’appétit, les vomissements ou la constipation. D’autres effets secondaires peuvent inclure des cancers secondaires, notamment le lymphome lymphoblastique à cellules T, le syndrome myélodysplasique et la leucémie myéloïde aiguë.  

## Histoire
Le médicament a été approuvé pour un usage médical aux États-Unis en 2020. En 2021, il n'a pas été entièrement approuvé en Europe, mais il a reçu la désignation de médicament orphelin,. Aux États-Unis, il coûte environ 17 300 dollars par mois de traitement en 2021.